# Georg Anders (Jurist)
Georg Anders (* 15. Mai 1895 in Deutsch-Wilmersdorf; † 24. Mai 1972) war ein deutscher Verwaltungsjurist und Ministerialbeamter, der zuletzt von 1957 bis 1962 beamteter Staatssekretär im Bundesministerium des Innern war.

## Leben
Georg Anders studierte an der Ruprecht-Karls-Universität Heidelberg, der Ludwig-Maximilians-Universität München und der Friedrich-Wilhelms-Universität zu Berlin Rechtswissenschaft. 1922 erfolgte seine Promotion zum Doktor der Rechte an der Friedrich-Wilhelms-Universität zu Berlin. Im Anschluss war er Kammergerichtsrat am Kammergericht (KG) Berlin und wechselte nach seinem Eintritt in die NSDAP zum 1. Mai 1933 (Mitgliedsnummer 2.633.202) zunächst als Ministerialrat ins Preußische Justizministerium sowie 1934 ins Reichsjustizministerium, in dem er bis 1945 tätig war. 1939 war er noch Mitglied im NSRB, RDB, NSRL, NS-Reichskriegerbund, der NSV und förderndes Mitglied des NSFK.
Nach Ende des Zweiten Weltkrieges wurde Anders Mitarbeiter des Personalamtes der Verwaltung des Vereinigten Wirtschaftsgebietes. Nach Gründung der Bundesrepublik Deutschland wurde er 1949 Mitarbeiter im Bundesministerium des Innern und war dort zwischen 1949 und 1950 als Leiter des Referats II 5 (Bundesbeamtengesetz, Gesetz auf Grund Art. 131 GG, Versorgungsrecht) mit der Neufassung des Beamtenrechts betraut. 1950 wurde er Leiter des daraus herausgenommenen Referats für Versorgungsrecht und im Anschluss zwischen 1952 und 1953 Leiter der Unterabteilung I A (Verfassung und Staatsrecht), ehe er von 1953 bis 1957 als Ministerialdirektor Leiter der Abteilung II (Beamtenrecht) war. Er befasste sich unter anderem mit dem Gesetz zur Regelung der Rechtsverhältnisse der unter Artikel 131 des Grundgesetzes fallenden Personen, mit dem die Rechtsstellung von Beamten, die vor dem 8. Mai 1945 in das Beamtenverhältnis berufen worden waren, gegenüber der 1949 gegründeten Bundesrepublik Deutschland geregelt wurde.
Als Nachfolger von Karl Theodor Bleek wurde er 1957 zunächst Beamteter Staatssekretär („Staatssekretär II“) sowie im Anschluss 1960 als Nachfolger von Hans von Lex Beamteter Staatssekretär („Staatssekretär I“) im Bundesministerium des Innern, während Josef Hölzl seine Nachfolge als „Staatssekretär II“ antrat. 1962 trat er in den Ruhestand, woraufhin Hans Schäfer sein Nachfolger als „Staatssekretär I“ wurde.

## Veröffentlichungen
- Gesetz zur Regelung der Wiedergutmachung nationalsozialistischen Unrechts für Angehörige des öffentlichen Dienstes, Detmold 1951
- Gesetz zur Regelung der Rechtsverhältnisse der unter Artikel 131 des Grundgesetzes fallenden Personen. Für den praktischen Gebrauch erläutert, Kohlhammer Verlag, Stuttgart 1951
- Bundesbeamtengesetz, Kohlhammer Verlag, Stuttgart 1953
- Die dritte Novelle zum Gesetz zu Artikel 131 GG, Kohlhammer Verlag, Stuttgart 1963
- Die Vierte Novelle zum Gesetz zu Artikel 131 GG, Kohlhammer Verlag, Stuttgart 1966